# 国家国际发展合作署
国家国际发展合作署，简称国际发展合作署，是中华人民共和国国务院主管对外援助事务的副部级直属机构。
国家国际发展合作署主要负责拟订对外援助战略方针、规划、政策，统筹协调援外重大问题并提出建议，推进援外方式改革，编制对外援助方案和计划，确定对外援助项目并监督评估实施情况等。援外的具体执行工作仍由相关部门按分工承担。

## 沿革
2018年3月17日第十三届全国人民代表大会第一次会议通过《第十三届全国人民代表大会第一次会议关于国务院机构改革方案的决定》，批准《国务院机构改革方案》。方案规定：“组建国家国际发展合作署。将商务部对外援助工作有关职责、外交部对外援助协调等职责整合，组建国家国际发展合作署，作为国务院直属机构。对外援助的具体执行工作仍由有关部门按分工承担。”
2018年4月18日，国家国际发展合作署举行揭牌仪式，白底黑字的“国家国际发展合作署”揭牌，中共中央政治局委员、中央外事工作委员会办公室主任杨洁篪、国务委员兼外交部部长王毅出席揭牌仪式并讲话。揭牌仪式后，国家国际发展合作署召开了成立大会。

## 职责
根据《国家国际发展合作署职能配置、内设机构和人员编制规定》，国际发展合作署承担下列职能：
1. 负责拟订对外援助战略方针、规划、政策。牵头起草对外援助法律法规草案，制定部门规章。
2. 负责统筹协调对外援助重大问题并提出建议，更好服务国家外交总体布局和共建“一带一路”等。
3. 负责研究和推进对外援助方式改革。
4. 负责编制对外援助方案和计划。
5. 负责确定对外援助项目，开展政府间对外援助谈判，商签政府间援助协议，协调解决与受援国政府间的重大问题。
6. 负责监督评估对外援助项目实施情况。
7. 组织开展对外援助国际交流合作。
8. 完成党中央、国务院交办的其他任务。

## 机构设置
根据《国家国际发展合作署职能配置、内设机构和人员编制规定》，国际发展合作署内设机构为副司局级，设置下列机构：

### 内设机构
- 综合司
- 政策和规划司
- 地区一司
- 地区二司
- 监督评估司
- 国际合作司
- 机关党委（人事司）

### 直属事业单位
- 对外援助服务保障中心
- 全球发展促进中心

## 历任领导
| 署长 - 王晓涛（2018年3月－2021年4月） - 罗照辉（2021年4月－2025年4月） - 陈晓东（2025年4月－） 副署长 - 周柳军（2018年4月－2022年1月） - 邓波清（2018年4月－2023年11月） - 张茂于（2018年12月－2022年4月） - 赵峰涛（2022年5月－） - 唐文弘（2022年10月－2023年11月） - 钟海东（2023年1月－2024年11月） - 刘俊峰（2023年11月－） - 杨伟群（2023年12月－） - 胡张良（2024年11月－） |